# Gísls þáttr Illugasonar
Gísls þáttr Illugasonar är en isländsk kortsaga eller tåt, som finns i något olika versioner i Hulda, Hrokkinskinna och Jóns saga helga.

## Handling

### EnligtHuldaochHrokkinskinna
Islänningen Gisl Illugason har som sexåring bevittnat mordet på sin far. År 1096, då Gisl är 17 år, kommer han till Nidaros i Norge för att hämnas. Mördaren heter Gjafvald och är hirdman hos kung Magnus barfot. Gisl överfaller honom och sårar honom dödligt i ett bakhåll, men blir därefter gripen och kastad i fängelse för att avrättas.
Då detta utspelar sig finns det, enligt sagan, cirka 300 islänningar i Nidaros, vilka nu bestämmer sig för att rädda sin landsman. Deras ledare är Teit Gissurarson (biskop Gissur Isleifssons son) och Jon präst Ögmundarson (senare biskop i Hólar och efter sin död helgonförklarad). Islänningarna fritar Gisl ur fängelset, men tvingas ändå inför vapenhot att föra honom till kung Magnus.
Sagans tyngdpunkt är det tal där Jon präst förklarar för kungen, att denne då han dömer ska vara en bild av den himmelske domare, som själv på den yttersta dagen ska rätta alla domar. "Vilken eld är hetast och varar längst, den som brinner i en ekstock i ugnen, eller den som är tänd i torrt ris?", frågar han. "Om du, kung, fäller orättrådiga domar så skall du kastas i ekstockens eld (helvetet), men dömer du rättfärdigt efter ditt förstånd, så kan du hoppas att själv bli renad i elden som brinner i torra grenar (skärselden)."
"Strängt har du talat, präst", svarar kungen men blir inte vred. Gisl blir därefter benådad och upptas i hirden där han tilldelas samma plats som den dräpte Gjafvald tidigare har innehaft.
I sagan nämns också ett huvudlösenkväde som Gisl skulle ha diktat för att rädda sitt liv. Kvädet tycks dock inte ha påverkat kungens beslut, och kan vara en rest av en äldre version av sagan.

### EnligtJóns saga helga
Den yngsta varianten av Gísls þáttr Illugasonar finns i Jóns saga helga av Gunnlaug Leifsson. Enligt denna vägrar kung Magnus hårdnackat att benåda sin fånge. När Jon präst inser att han talar för döva öron, tar han av sig sin kappa och sveper den om Gisl som därefter blir hängd. Sedan dinglar Gisl i galgen från måndag till onsdag, ty "det var på den tiden lag i Norge att en hängd fick hänga tills han själv föll ned". Men på onsdagen kommer Jon på att han vill ha tillbaka sin kappa. Liket skärs alltså ner och Jon går fram till det och tilltalar det med namn. Gisl svarar då, och visar sig vara vid liv. Alla inser att det har skett ett mirakel. Men Gisl kan inte gå ty fötterna har domnat bort, vilket är begripligt med tanke på omständigheterna: Jons kappa har nämligen inte varit tillräckligt lång för att med sin helighet ha kunnat skydda fötterna. Jon måste därför lägga sina helande händer på Gisls ben och fötter för att denne ska bli helt återställd.
I och med detta mirakel inser också kung Magnus att hans dom har varit orättvis. Han ångrar sig, och Gisl blir upptagen i kungens hird.